# One and All
Le One and All  est un brick-goélette australien, à coque bois, construit en 1985.
Il sert de navire-école à une association de formation des jeunes à la navigation à voiles.
Le One and All offre  des sorties à la journée avec 50 passagers ou des croisières à la semaine pour 24 passagers.
Il participe à de nombreuses courses  de Sydney à Hobart, de Darwin à Ambon et à beaucoup de rassemblements de voiliers sur la côte australienne, comme le festival du Port de Sydney  en 2000.
Il a participé à la Sydney-Auckland Tall Ships Regatta 2013.

### Sources
- (en) Cet article est partiellement ou en totalité issu de l’article de Wikipédia en anglais intitulé « One and All » (voir la liste des auteurs).
- Chapman, Great sailing ships of the world, Otmar Schauffelen, 2005 (p. 14)  (ISBN 1-58816-384-9) (lire en ligne)